# Karwendel
Le massif des Karwendel se situe dans les Préalpes orientales septentrionales. Il est partagé entre l'Autriche (le Land du Tyrol) pour la plus grande part et l'Allemagne (le Land de Bavière). La frontière germano-autrichienne passe par les chaînons de Karwendel du Nord (où l'on peut trouver de nombreuses bornes) et de Vorkarwendel. Quatre chaînons principaux s'étendent d'ouest en est, auxquels viennent s'ajouter de nombreux chaînons latéraux et de vastes contreforts montagneux au nord.
Le terme Karwendel s'emploie alors pour désigner l'ensemble compris entre l'Isar, l'Inn et le Achensee. Les montagnes sont traditionnellement comprises dans les Alpes bavaroises. La Birkkarspitze, d'une altitude de 2 749 m, est le point culminant du massif. 

## Géographie

### Partition
Hermann von Barth, la grande figure des Karwendel, justifie le nom des chaînons par la vallée qui les limite au sud : Karwendeltal, Hinterautal et Loch Vomper, Gleirschtal et Halltal, Inntal. Ainsi ils se nomment Karwendel du Nord, chaînon de Hinterautal-Vomper (ou chaînon principal des Karwendel), chaînon de Gleirsch-Halltal et chaînon de l'Inntal (ou Solsteinkette, ou encore Nordkette). Les chaînons latéraux sont les massifs d'Erlspitz, de Soiern et Vorkarwendel, de Falken, Gamsjoch et Sonnjoch ainsi que Rauhe-Knöll-Verzweigung.

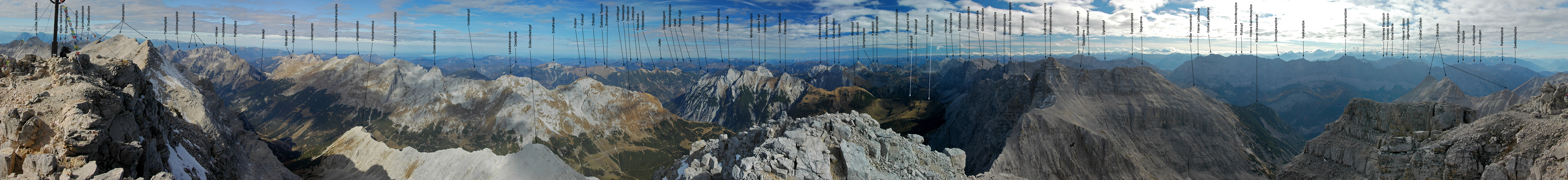
Panorama depuis le Birkkarspitze.

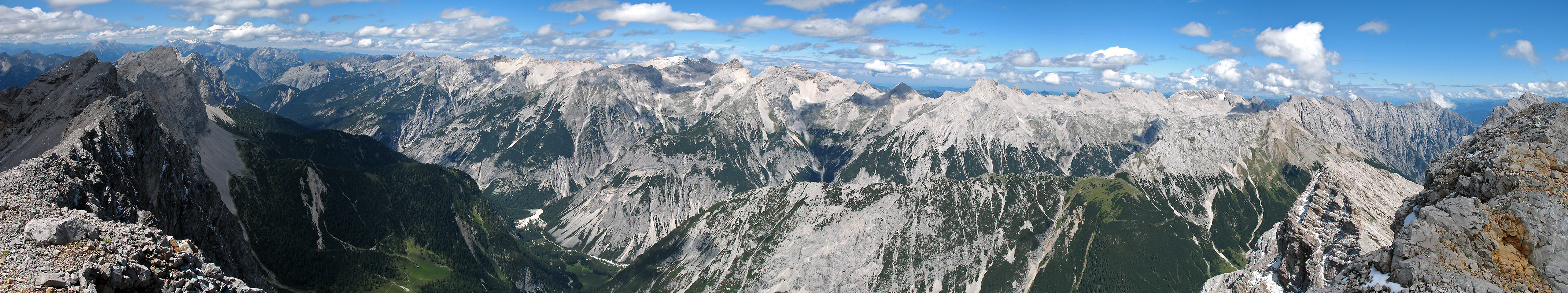
Le chaînon de Hinterautal-Vomper.

### Situation

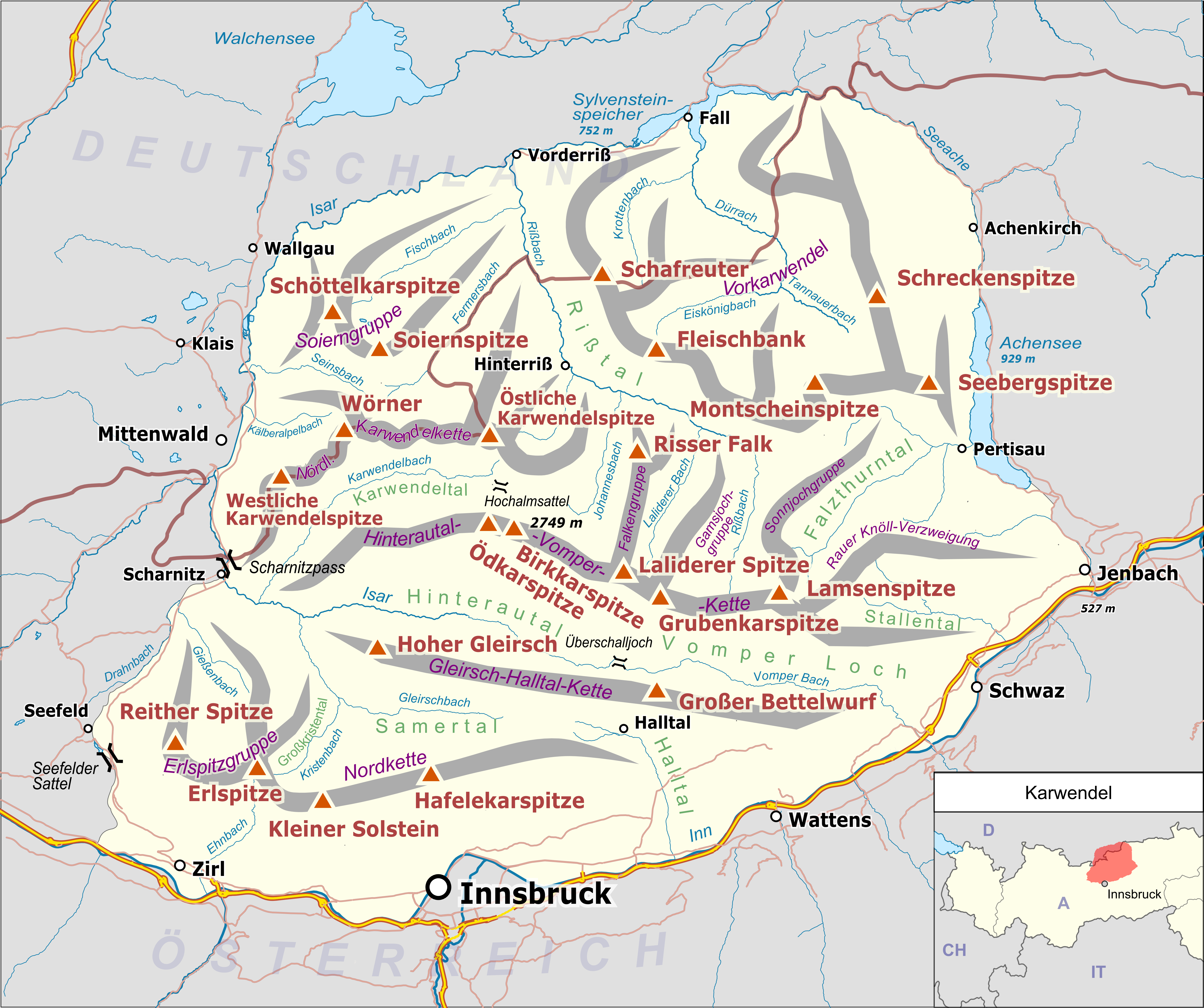
Carte du massif des Karwendel.

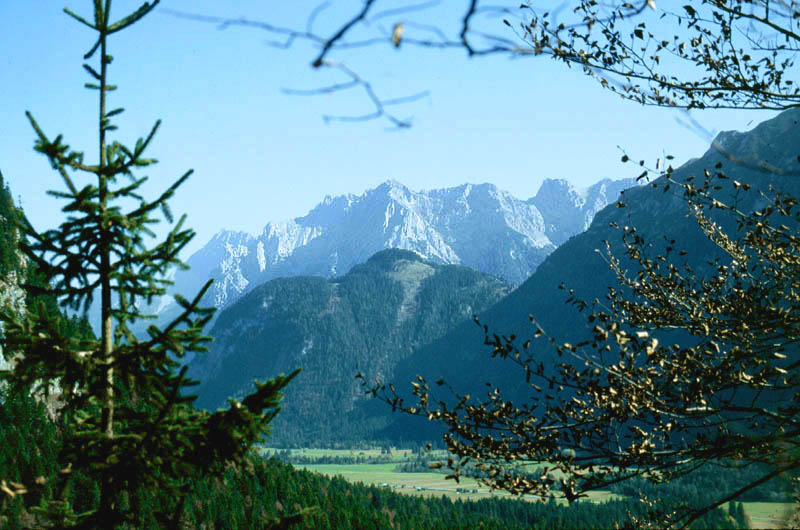
Karwendel depuis le massif de Wetterstein.

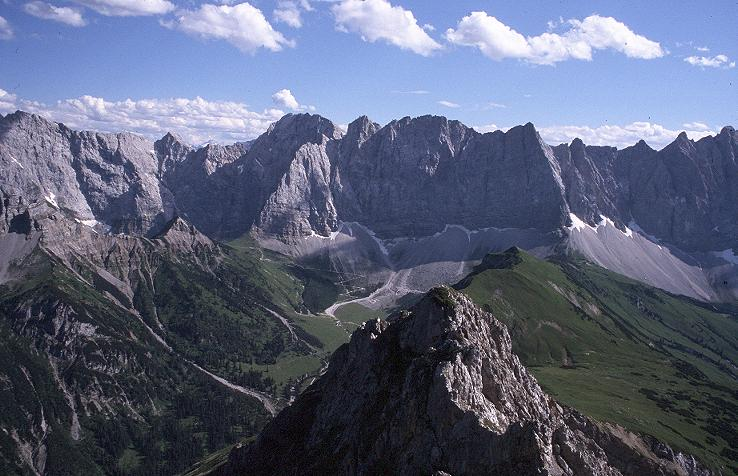
Chaînon de Hinterautal-Vomper vu du nord.

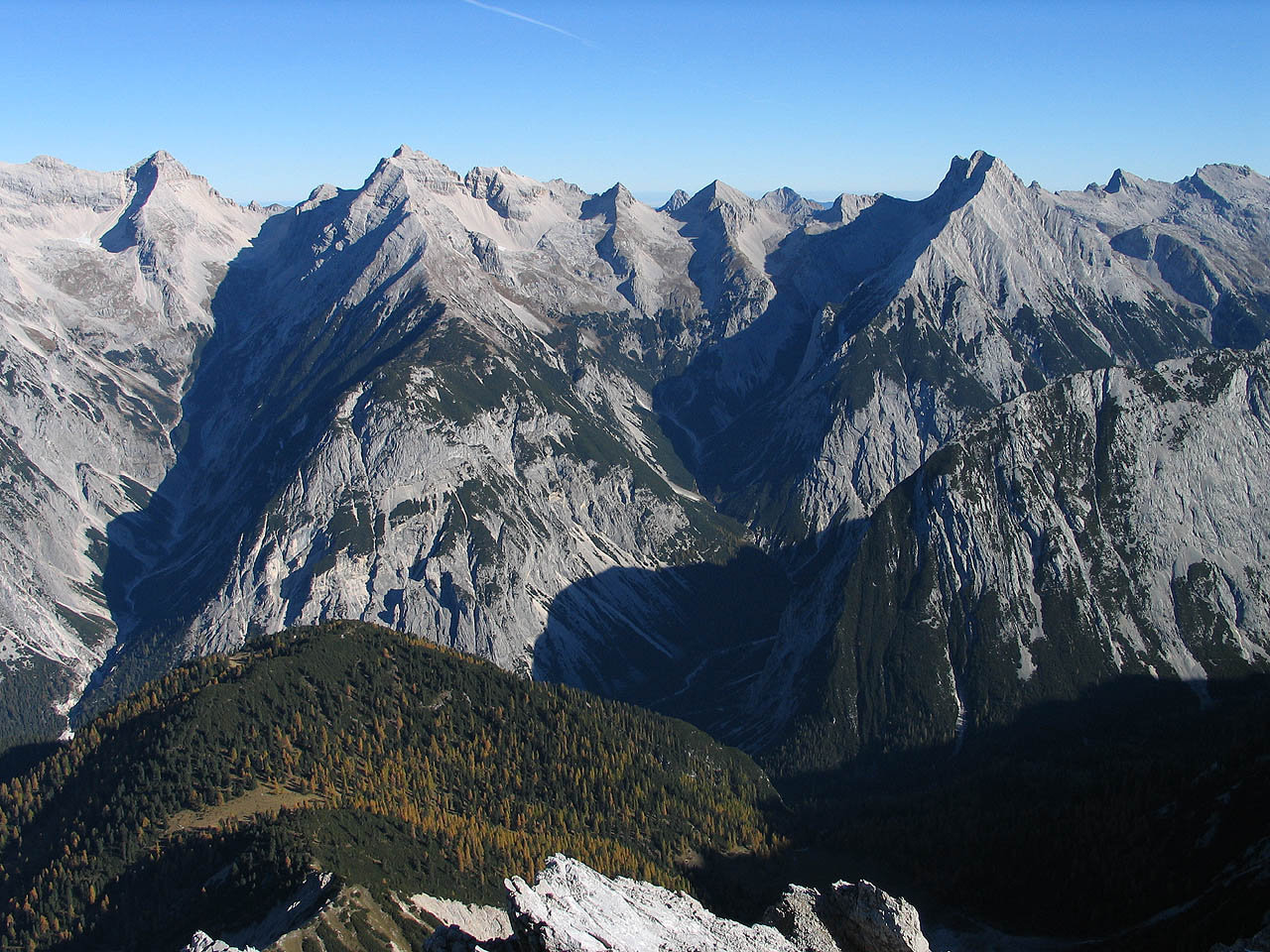
Chaînon de Hinterautal-Vomper (partie centrale) vu de l'Ödkarspitze oriental.

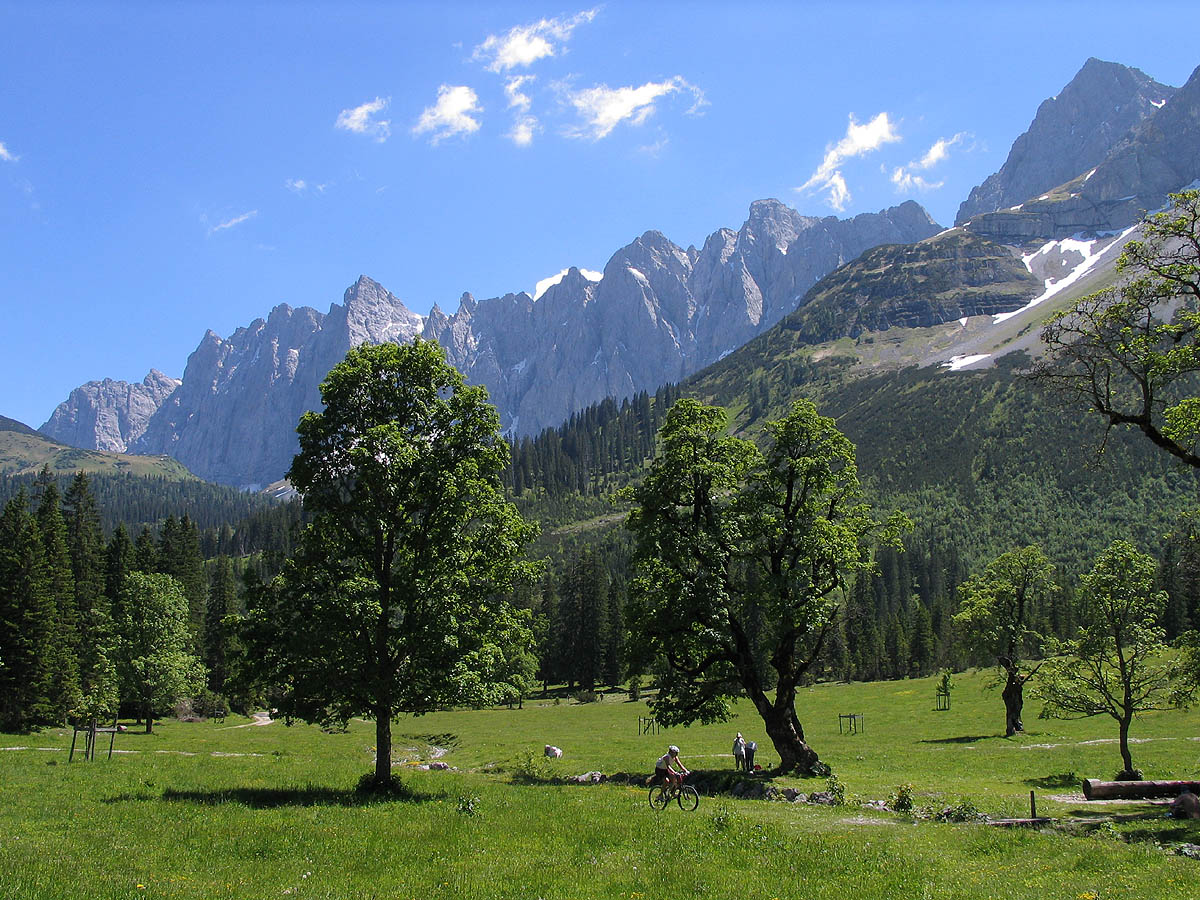
Paysage des Karwendel (chaînon de Hinterautal-Vomper).

Le massif des Karwendel est entouré par les Préalpes bavaroises au nord, les Alpes de Brandenberg à l'est, les Alpes de Tux au sud, les Alpes de Stubai au sud-ouest et le Wetterstein à l'ouest.

### Principaux sommets
Il existe 125 sommets dépassant 2 000 m dans les Karwendel. Ci-dessous la liste des plus importants :
| - Birkkarspitze, 2 749 m - Ödkarspitze central, 2 745 m - Kaltwasserkarspitze, 2 733 m - Grosser Bettelwurf, 2 726 m - Grosser Lafatscher, 2 696 m - Grosse Seekarspitze, 2 677 m - Grubenkarspitze, 2 663 m - Westliche Praxmarerkarspitze, 2 643 m - Kleiner Solstein, 2 637 m - Kleiner Lafatscher, 2 636 m - Speckkarspitze, 2 621 m - Hintere Brandjochspitze, 2 599 m - Hohe Warte, 2 597 m - Breitgrieskarspitze, 2 590 m - Laliderer Spitze, 2 588 m - Jägerkarspitze méridional, 2 579 m - Sonntagkarspitze, 2 575 m - Hohe Fürleg, 2 570 m - Pleisenspitze, 2 569 m - Vordere Brandjochspitze, 2 559 m - Hochnissl, 2 547 m - Stempeljochspitze, 2 543 m - Grosser Solstein, 2 541 m - Larchetkarspitze, 2 541 m - Östliche Karwendelspitze, 2 537 m - Vogelkarspitze, 2 524 m - Lamsenspitze, 2 508 m - Hoher Gleirsch, 2 492 m - Wörner, 2 474 m - Sonnjoch, 2 457 m - Rumer Spitze, 2 454 m - Gamsjoch, 2 452 m | - Erlspitze, 2 405 m - Kuhkopf, 2 399 m - Westliche Karwendelspitze, 2 384 m - Steinfalk, 2 347 m - Hafelekarspitze, 2 334 m - Freiungspitzen, 2 332 m - Sunntigerspitze, 2 321 m - Schaufelspitze, 2 306 m - Frau Hitt, 2 270 m - Soiernspitze, 2 257 m - Rappenspitze, 2 223 m - Rotwandlspitze, 2 192 m - Brunnsteinspitze, 2 180 m - Montscheinspitze, 2 106 m - Schafreuter, 2 101 m - Mahnkopf, 2 094 m - Fleischbank, 2 026 m - Schreckenspitze, 2 022 m - Grasberg, 2 020 m - Torkopf, 2 014 m - Hölzelstaljoch, 2 012 m - Kompar, 2 011 m - Bärenkopf, 1 991 m - Juifen, 1 988 m - Schönalmjoch, 1 986 m - Demeljoch, 1 923 m - Plumsjoch, 1 921 m - Hüttenspitze, 1 858 m - Vorderskopf, 1 858 m - Dürrnbergjoch, 1 835 m - Wechselkopf, 1 835 m - Hochplatte, 1 813 m |

## Géologie
Les Karwendel se composent de calcaire et de dolomie (pour cette dernière, principalement dans le massif d'Erlspitz). Les chaînons principaux sont constitués de masses calcaires puissantes qui sont inclinées à la suite du repliement vers le sud.
La formation caractéristique des Karwandel est particulièrement facile à reconnaître au niveau de l'arc du Laliderer Spitze dans le chaînon central.
Les falaises du repliement forment des murs verticaux jusqu'à une hauteur de 1 000 mètres sur le versant nord, moins prononcées sur le versant sud, les glaciers ayant créé un cirque aux arêtes puissantes.

## Environnement
Les deux entités nationales du massif sont protégées comme réserve naturelle. La partie tyrolienne de la réserve alpine des Karwendel possède une superficie de 730 km2 et est à ce titre la plus grande réserve naturelle de l'Autriche. Son homologue bavaroise limitrophe "Karwendel et Karwendelvorgebirge" approche 190 km2. Il y est en particulier interdit d'y pratiquer du camping et des feux.
Malgré ces précautions, des mesures de mise en valeur ont naguère provoqué la critique (nouveaux sentiers de randonnée, bâtiments d'alpage surdimensionnés). Par exemple, celles pour les sources de l'Isar dans la vallée de l'Hinterau (ou Hinterautal), en 2003, ou le balisage des voies pour certains sommets, en 2004, ont entraîné des actions de protestation parfois destructrices, de la part d'autochtones principalement.

## Activités

### Stations de sports d'hiver
- Achenkirch
- Eben am Achensee
- Innsbruck
- Mittenwald
- Seefeld

### Exploits
- 1843 : ascension de plusieurs sommets par Markus Vincent Lipold, dont le Speckkarspitze et le Pleisenspitze.
- été 1870 : Hermann von Barth grimpe en solitaire 88 sommets dont 12 premières.
- 1888 : Heinrich Schwaiger rend la monnaie aux pionniers des Karwendel.
- 6 octobre 1901 : Melzer et Spötl chutent mortellement lors de la tentative de la première ascension de la face Nord de la Praxmarerkarspitze (à leur mémoire, un monument est érigé sur l'itinéraire de la Pointe Suntiger).
- 9 août 1911 : première ascension de la face Nord de la Pointe Laliderer (aujourd'hui face Herzog) par Christian, Paula et Otto Herzog.
- du 4 au 10 mars 1969 : première traversée hivernale intégrale des crêtes du chaînon de Hinterautal-Vomper par François Sint, Paul Gürtler et Josl Knoll.
- du 28 au 30 janvier 1989 : première traversée hivernale intégrale en solitaire des crêtes du chaînon de Hinterautal-Vomper par Heinz Zak.

### Alpinisme

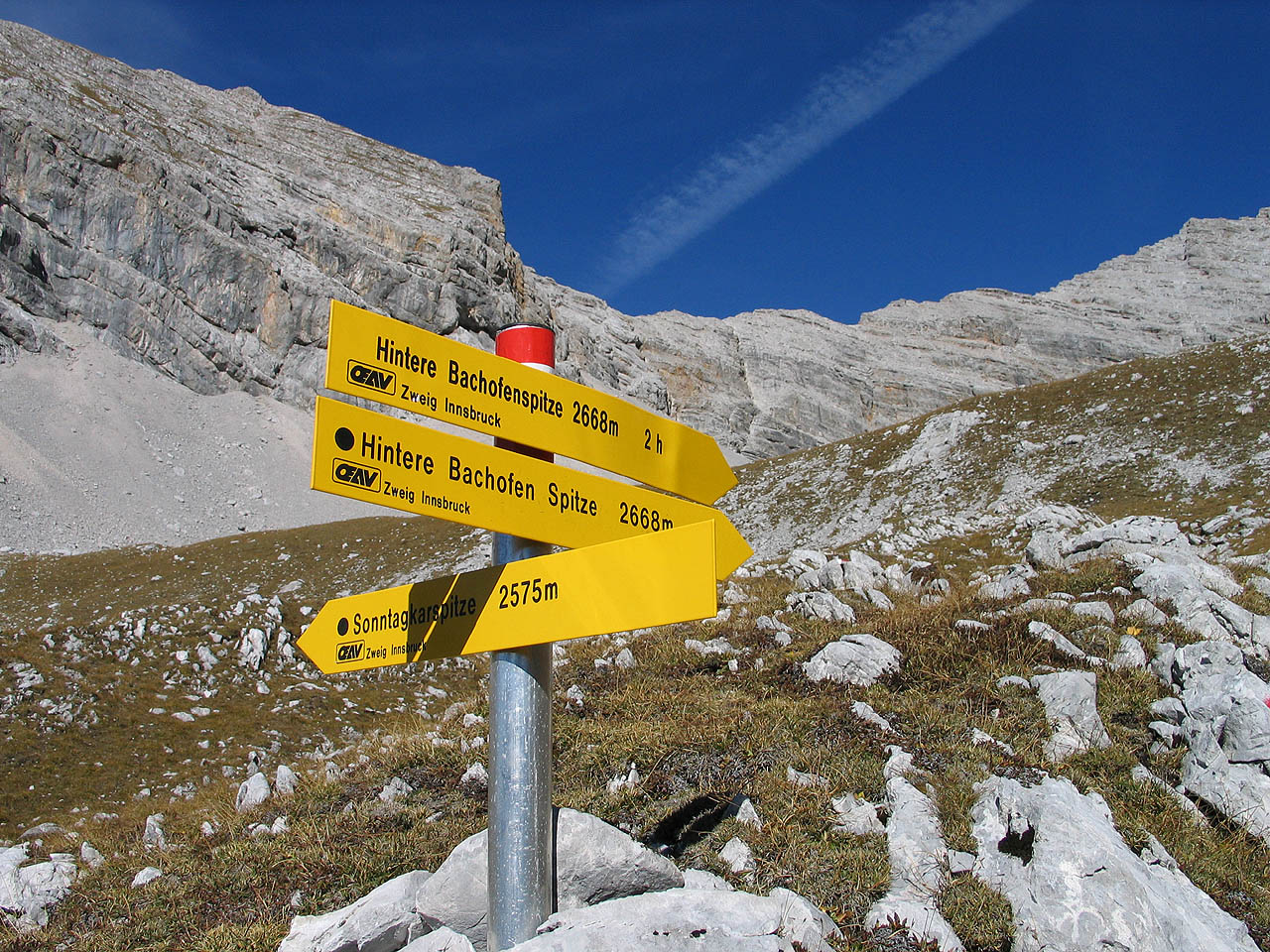
Poteau indicateur.

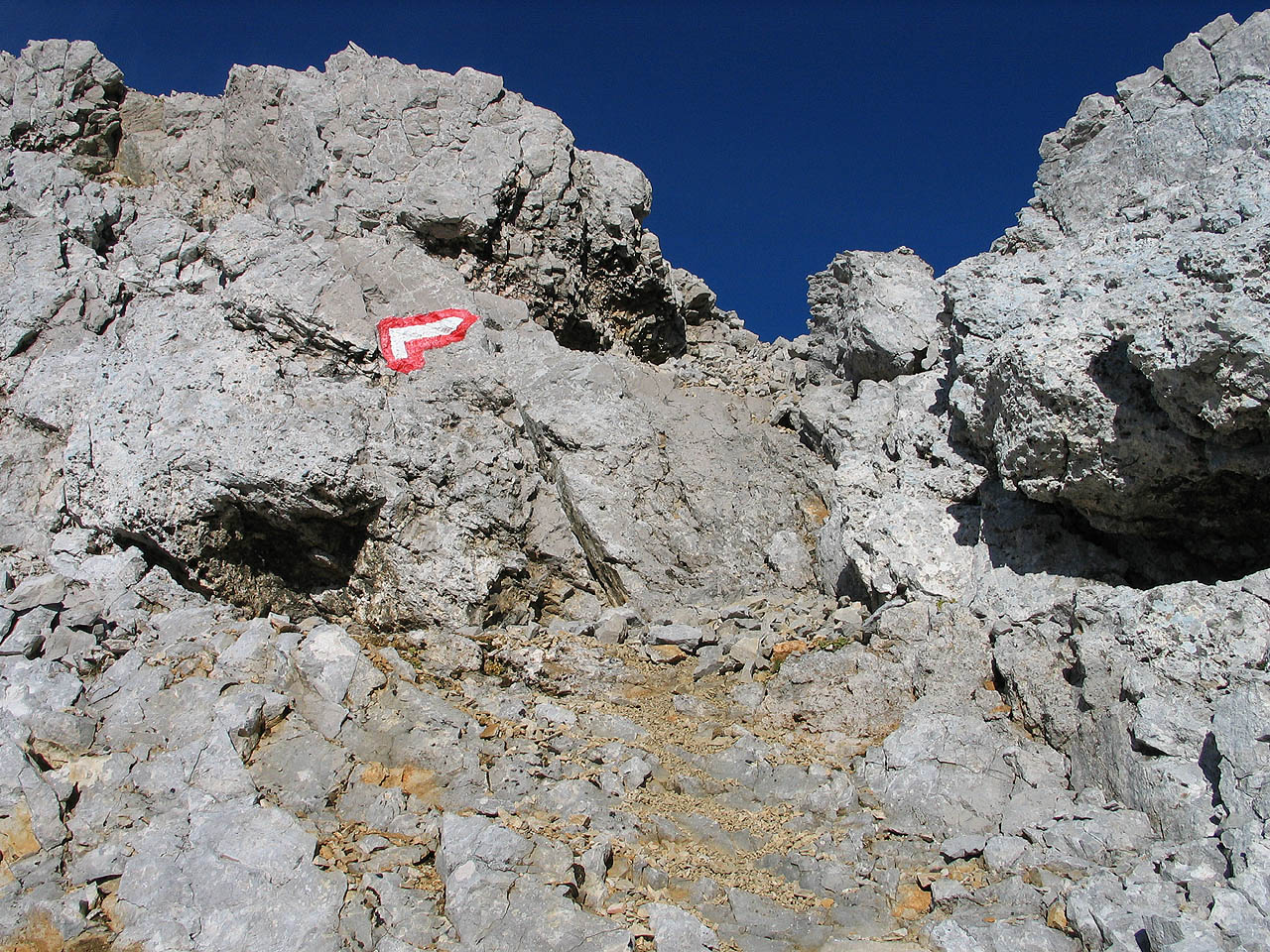
Marquage au Bachofenspitze.

Le massif des Karwendel a un caractère plus authentique et plus sauvage que les massifs voisins des Préalpes septentrionales. C'est particulièrement sensible dans le domaine des deux chaînons centraux. Le regard erre sur les sommets, les arêtes, les falaises et les paysages de calcaire. Le vert des vallées se trouve loin en contrebas, tout comme les zones urbanisées et les voies de communications, bruyantes.
Seulement un nombre restreint de sommets des deux imposants chaînons centraux sont dotés d'itinéraires balisés de qualité. Certes, les autres plus grands sommets sont aussi accessibles, depuis le sud, sans trop de grandes difficultés techniques à franchir, mais les pentes raides, les champs de pins nains des montagnes et les éboulis entravent partiellement la découverte d'itinéraires simples ; les chemins disponibles sont finalement longs et pénibles. Pour compliquer le tout, la roche est extrêmement fragile un peu partout dans les Karwendel, rendant les escalades légères désagréables, puisque l'établissement de protections convenables est insuffisant dans nombre de cas, voire impossible. Malgré tout, les belles voies, pourvues d'une roche de qualité et conséquemment d'installations sures (échelles, etc.) ne manquent pas.
En hiver, les sommets du chaînon de Vorkarwendel (par exemple, Schafreuter, Juifen, Schönalmjoch) sont montés volontiers en ski, et même jusqu'au printemps et tôt en été pour les grands sommets du chaînon principal (Birkkarspitze, Seekarspitze).

### Escalade
Un certain nombre de sommets sont équipés de voies de tous les niveaux de difficulté :
- Le sentier aérien de Mittenwald, du Karwendelspitze occidental, jusqu'au refuge tyrolien
- La voie Herzog dans le chaînon de Soiern
- La voie Brendl des Pointes de l'Ödkarspitze au Birkkarspitze
- Le sentier aérien de Freiungen et escalade sur la Pointe Reither
- La voie Zirler sur l'Erspitze
- La voie Kaiser-Max par le Mur de Martin (escalade la plus difficile des Karwendel)
- Le chemin Julius Pock sur le Vordere Brandjochspitze
- La voie d'Innsbruck de la station de montagne jusqu'au Frau-Hitt-Sattel
- Escalade sur le Grand et Petit Bettelwurf
- La voie Felix-Kuen sur le Hundskopf
- Escalade sur le Lamsenspitze et le Hochnisslspitze

### Randonnée

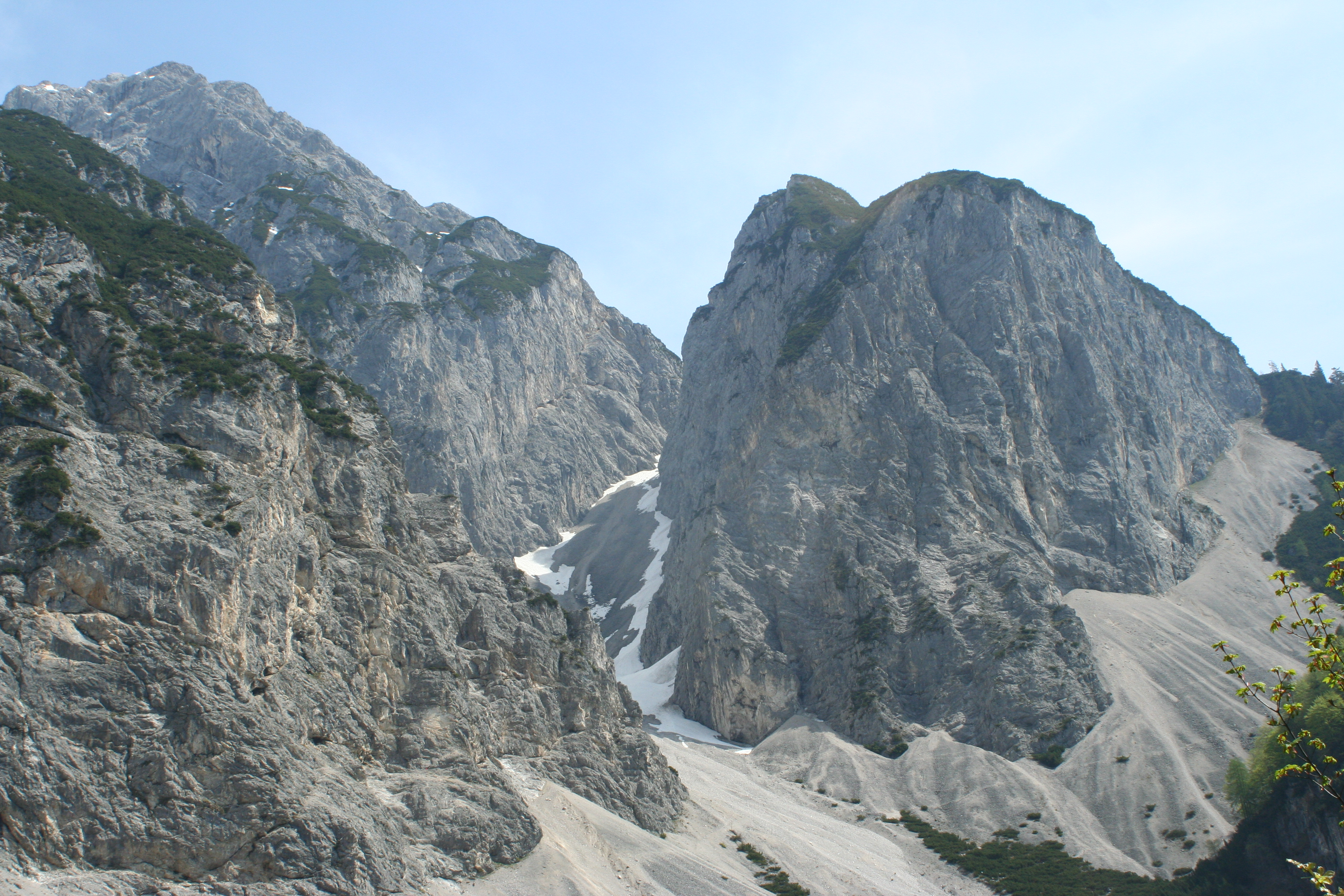
Vue de la Hüttenspitze (à droite) et de la Wechselspitze (à gauche)

La Via Alpina, un sentier de grande randonnée touristique et transfrontalier, avec cinq variantes possibles, à travers toutes les Alpes, passe en particulier dans les Karwendel.
L'itinéraire principal (rouge) offre trois étapes dans le massif :
- étape R41 : de Schwaz im Inntal au refuge Lamsenjoch ;
- étape R42 : du refuge Lamsenjoch au refuge Falken via le Hohljoch ;
- étape R43 : du refuge Falken à Scharnitz via la cabane des Karwendel.

Le Chemin de Rêve (Traumpfad) Munich-Venise mène aussi par les Karwendel. Ce n'est certes pas un sentier de grande randonnée officiel, mais le chemin préconisé pour la première fois en 1977 a obtenu, entre-temps, une notoriété bien plus grande que des sentiers nationaux ou trans-nationaux :
- jour 5 : de Jachenau dans les Préalpes bavaroises à Hinterriss via Vorderriß où il entre dans les Karwendel ;
- jour 6 : de Hinterriss à la cabane des Karwendel via le Petit Ahornboden ;
- jour 7 : de la cabane des Karwendel à la cabane de Halleranger via le Schlauchkarsattel et la Hinterautal. De toutes les étapes du Chemin de Rêve entre Munich et Venise, c'est la plus épuisante d'où son nom d'Étape du Roi (Königsetappe) ;
- jour 8 : de la cabane de Halleranger à Hall in Tirol via le Lafatscher Joch.

### Refuges

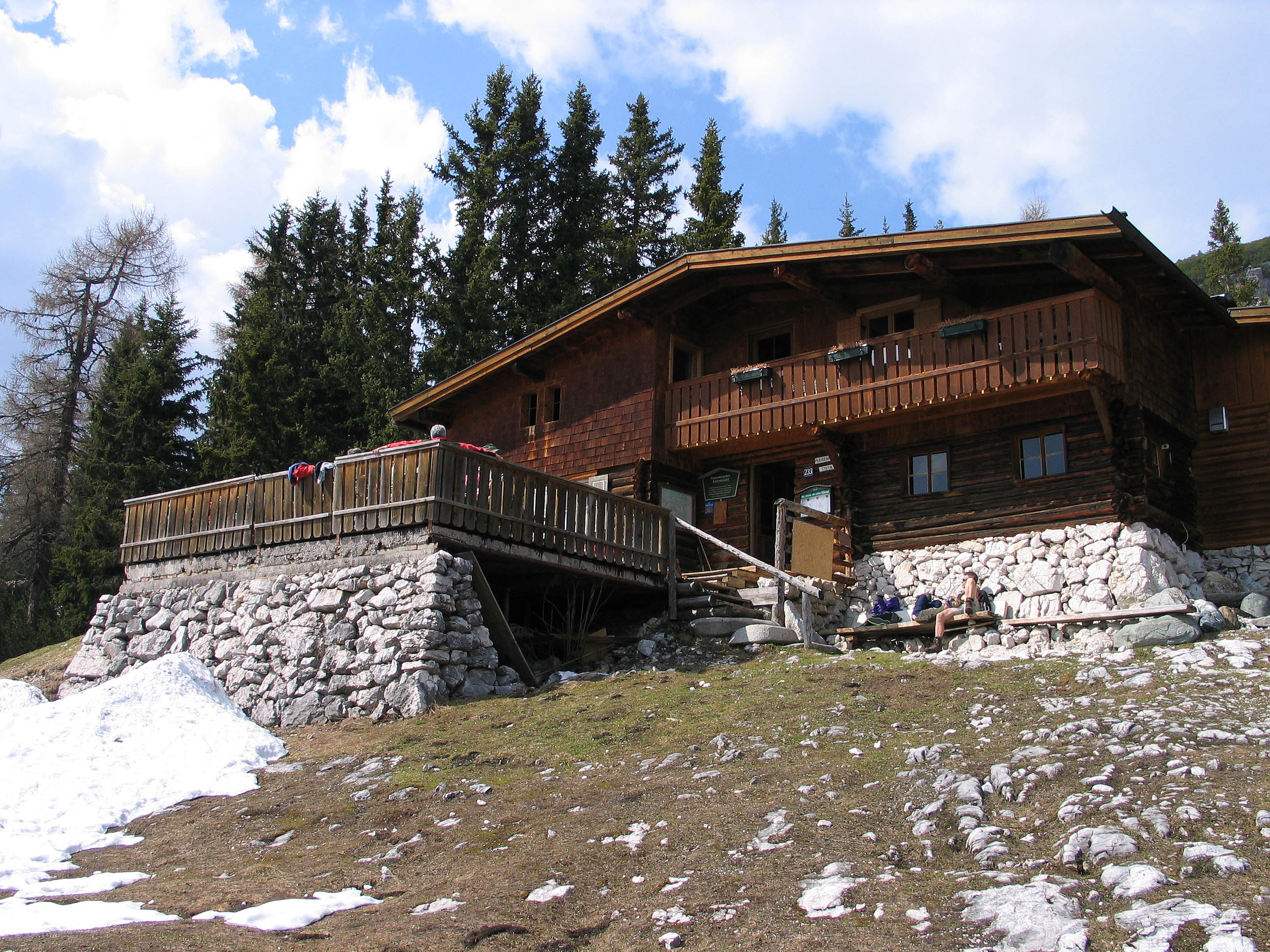
Refuge de Pleisen.

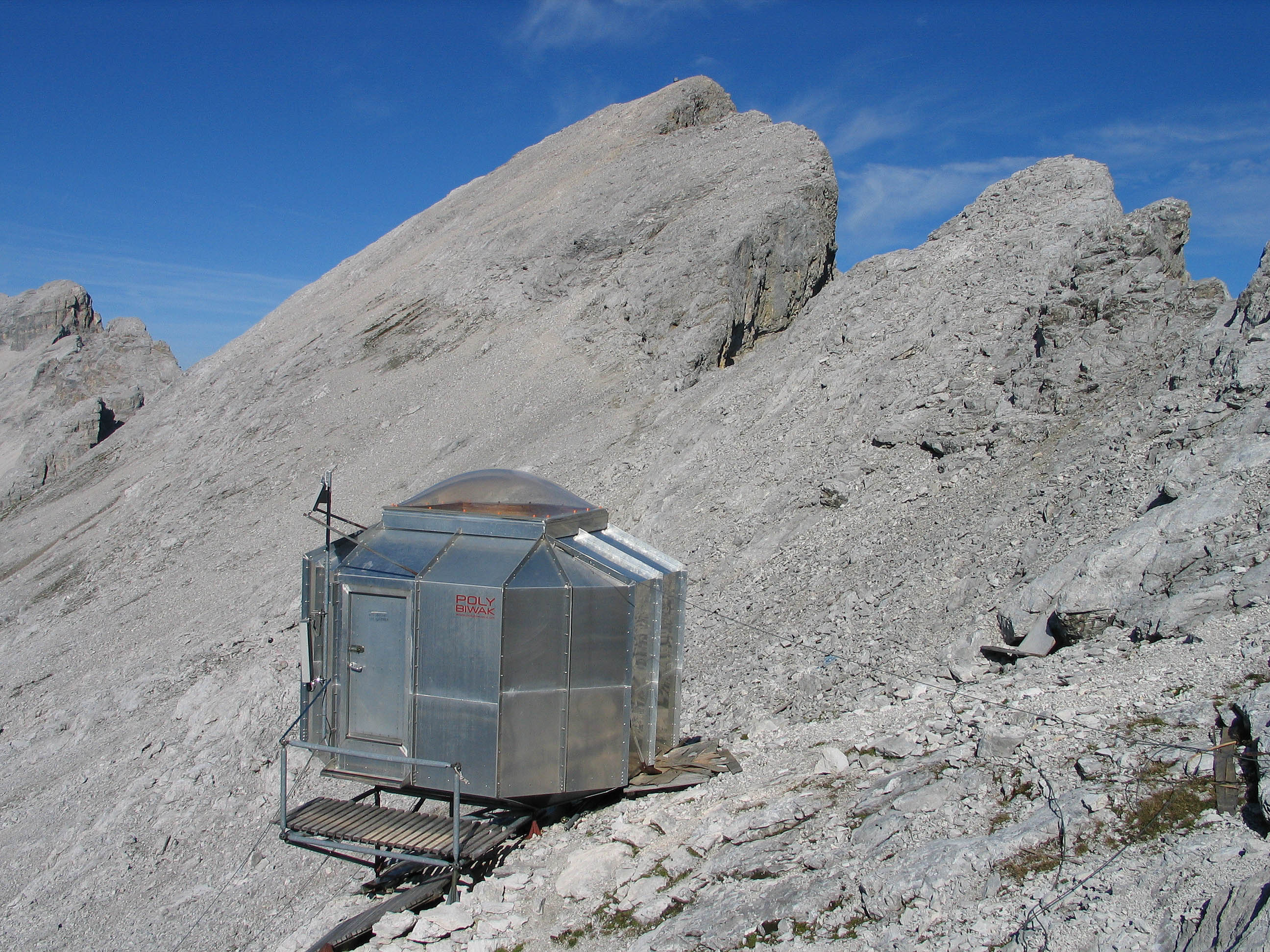
Bivouak à la Pointe Laliderer.

Dans le massif des Karwendel, 21 refuges de montagne sont exploités, dont 18 sont des refuges alpins des associations alpines allemandes (DAV) ou autrichiennes (OeAV). La plupart des refuges sont ouverts seulement en été (de mai / juin jusqu'à octobre), mais ont cependant des espaces d'hiver qui sont accessibles en dehors du temps d'exploitation. Le refuge Pleisen est ouvert tous les week-ends tout au long de l'année. En outre, il offre trois bivouacs.
| - refuge Aspach (OeAV Innsbruck) - refuge Bettelwurfhütte (OeAV Innsbruck) - bivouac Birkkar - bivouac Breitgrieskarscharten - refuge Brunnstein (DAV Mittenwald) - refuge Dammkar (privé) - refuge Falken (DAV Oberland/Munich) - cabane Halleranger (DAV Schwaben) - chalet Halleranger (privé) - chalet Hinterhorn (privé) - refuge Hochland (DAV Hochland/Munich) - chalet Höttinger (privé) - cabane des Karwendel (DAV Männer-Turnverein Munich) - refuge Krinner-Kofler (DAV Mittenwald) | - bivouac Lalidererspitzen, ou bivouac Karl-Schuster (OeAV Innsbruck) - refuge Lamsenjoch (DAV Oberland/Munich) - refuge Magdeburger (DAV Geltendorf) - refuge Mittenwalder (DAV Mittenwald) - refuge Nördlinger (DAV Nördlingen) - chalet Oberbrunn - refuge Pfeis (OeAV Innsbruck) - refuge Pleisen (privé) - refuge Rotwandl (DAV Neuland/Munich) - refuge Seewald (DAV Achensee) - cabane Soiern (DAV Hochland/Munich) - cabane Solstein (OeAV Innsbruck) - refuge Tölzer (DAV Bad Tölz) |

### Transports
L'Inntal, qui limite le massif au sud, forme l'axe de circulation le plus important au Tyrol (autoroute, ligne ferroviaire). Les routes bien aménagées rendent aussi accessible l'ouest (Mittenwald, Scharnitz), le nord (Vorderriss, Fall sur la commune de Lenggries) et l'est (Achensee, Pertisau, Achenkirch) du massif.
Une unique voie publique mène du nord via Hinterriss (l'unique agglomération habitée toute l'année dans le massif) dans le cœur des Karwendel vers les gorges d'Ahornboden. Toute l'année la route est praticable jusqu'à Hinterriss. Le dernier tronçon est ouvert avec un droit de péage seulement de mai jusqu'au début de l'hiver. Les grandes vallées est-ouest sont pourvues de chemins en pierre fermés aux transports motorisés (sauf riverains et service de taxis) et en conséquence populaires pour la pratique du VTT. La vallée de l'Hinterau (source de l'Isar) est longue d'environ 15 km de Scharnitz au chalet Kasten et praticable pour tous les types de vélos. La suite, jusqu'à la cabane Alpenvereins, est limitée aux vététistes expérimentés.
Les voies ferrées sont moins bonnes. Le Mittenwaldbahn (ou Karwendelbahn) reliant Garmisch à Innsbruck donne accès à l'ouest du massif avec les gares de Mittenwald, Scharnitz, Giessenbach, Seefeld in Tirol et Zirl.
Toute l'année, un autobus circule du lac de Tegern au Achensee jusqu'à Pertisau. En été, un autre autobus circule de Lenggries jusqu'aux gorges (coopération entre plusieurs associations allemandes).
Il existe également deux téléphériques et des télécabines employées l'hiver par les skieurs, pour accéder à certains sommets.